# ガブリエル・ムブムブレ
ガブリエル・ムブムブレ（Gabriel Mvumvure、1988年2月23日 ‐ ）は、ジンバブエ・ハラレ出身で短距離走が専門の陸上競技選手。100mの自己ベストはジンバブエ歴代2位の9秒98、室内60mの自己ベストは6秒60のジンバブエ記録保持者。100mで10秒の壁を突破したジンバブエ史上2人目の選手である。

## 経歴

### 2007年
ジュニアの選手ながら7月のアフリカ競技大会に出場すると、男子200mではファイナリストになり6位、男子4×100mリレーでは銅メダル獲得に貢献した。翌月のアフリカジュニア選手権では男子100mと男子200mの2冠を達成した。

### 2013年
6月8日に100mで9秒98（+1.9）をマークし、10秒の壁を突破したジンバブエ史上2人目の選手となった。

### 2014年
世界室内選手権初出場となった3月のソポト世界室内選手権男子60m予選を6秒64の自己ベスト（当時）で突破し、60mでは男女通じてジンバブエ初のセミファイナリストになった。準決勝では予選の記録を更に縮める6秒60のジンバブエタイ記録をマークしたが、決勝に進出できる組2着とは0秒08差の3着で敗退した。

## 自己ベスト
記録欄の（　）内の数字は風速（m/s）で、+は追い風を意味する。
| 種目 | 記録          | 年月日        | 場所                 | 備考           |
| 屋外 | 屋外          | 屋外          | 屋外                 | 屋外           |
| ---- | ------------- | ------------- | -------------------- | -------------- |
| 100m | 9秒98 (+1.9)  | 2013年6月8日  | モントバード         |                |
| 200m | 20秒67 (+1.8) | 2011年4月16日 | コーラル・ゲーブルズ |                |
| 室内 |               |               |                      |                |
| 60m  | 6秒60         | 2014年3月8日  | ソポト               | ジンバブエ記録 |
| 200m | 20秒96        | 2011年2月27日 | フェイエットビル     |                |

## 主要大会成績
備考欄の記録は当時のもの
| 年   | 大会                        | 場所             | 種目    | 結果    | 記録          | 備考                                        |
| ---- | --------------------------- | ---------------- | ------- | ------- | ------------- | ------------------------------------------- |
| 2006 | 世界ジュニア選手権          | 北京             | 100m    | 予選    | 10秒93 (+0.9) |                                             |
| 2006 | 世界ジュニア選手権          | 北京             | 200m    | 予選    | 22秒08 (-0.4) |                                             |
| 2007 | アフリカ競技大会 (en)       | アルジェ         | 100m    | 準決勝  | 10秒50 (0.0)  | 予選10秒45 (0.0)：ジュニアジンバブエ記録    |
| 2007 | アフリカ競技大会 (en)       | アルジェ         | 200m    | 6位     | 21秒22 (-0.7) | 準決勝20秒91 (+1.2)：ジュニアジンバブエ記録 |
| 2007 | アフリカ競技大会 (en)       | アルジェ         | 4x100mR | 3位     | 39秒16 (2走)  | ジンバブエ記録                              |
| 2007 | アフリカジュニア選手権 (en) | ワガドゥグー     | 100m    | 優勝    | 10秒51 (-0.3) |                                             |
| 2007 | アフリカジュニア選手権 (en) | ワガドゥグー     | 200m    | 優勝    | 21秒03 (-0.2) |                                             |
| 2009 | 世界選手権                  | ベルリン         | 200m    | 1次予選 | 22秒67 (-0.9) |                                             |
| 2011 | 世界選手権                  | 大邱             | 100m    | 予選    | 10秒63 (-1.0) |                                             |
| 2011 | 世界選手権                  | 大邱             | 200m    | 予選    | 21秒11 (-0.8) |                                             |
| 2013 | 世界選手権                  | モスクワ         | 100m    | 準決勝  | 10秒21 (-0.2) |                                             |
| 2014 | 世界室内選手権              | ソポト           | 60m     | 準決勝  | 6秒60         | ジンバブエ記録                              |
| 2016 | 世界室内選手権              | ポートランド     | 60m     | 準決勝  | 6秒68         |                                             |
| 2016 | アフリカ選手権 (en)         | ダーバン         | 100m    | 準決勝  | 10秒39 (+1.3) |                                             |
| 2016 | アフリカ選手権 (en)         | ダーバン         | 200m    | 4位     | 20秒83 (+1.8) |                                             |
| 2016 | アフリカ選手権 (en)         | ダーバン         | 4x100mR | 8位     | 41秒02 (3走)  |                                             |
| 2016 | オリンピック                | リオデジャネイロ | 100m    | 予選    | 10秒28 (+0.2) |                                             |